# クリ (ジョチ家)
クリ（モンゴル語: Quli, ? - 1258年?）は、ジョチの息子オルダの第2子で、ジョチ・ウルスの王族の一人。
オルダ・ウルス（ジョチ・ウルスの左翼部）を代表してフレグの西アジア遠征軍に従軍しアルメニア地方に領地を得たが、後にフレグによってクリ一族の権益は没収された。

## 概要
クリはオルダ・ウルスの創始者オルダの次男として生まれた。
1251年、ジョチ・ウルス当主バトゥの後援によってトゥルイ家のモンケが第4代皇帝（カアン）となると、その次弟クビライを総司令とする東アジア遠征軍と、三弟フレグを総司令とする西アジア遠征軍の派遣が決定された。この時、クリはジョチ・ウルスの右翼ウルスを代表するトタル、中央ウルスを代表するバラガイとともに、左翼ウルス（＝オルダ・ウルス）代表としてフレグの遠征軍に加わった。フレグの指揮下でクリは「ホラズムからデヘスターン、マーザンダラーン」へと進出し、この遠征に参加した褒賞としてアルメニア地方を領地として得た。
ところが、1259年にモンケが遠征先で急死すると、フレグ遠征軍を巡る状況は一変した。モンケの急死と、その後に帝位を巡ってクビライとアリク・ブケの間で帝位継承戦争が起こったことを知ったフレグはイラン一帯で自立することを決意し、アーゼルバーイジャーン地方を自らの根拠地として定めた。しかし、そもそも征服地はモンゴルの諸王家によって共有される「投下領」であってフレグの自立は「イランの地」の不法占拠に他ならず、とりわけアーゼルバーイジャーン地方の良質な草原を欲していたジョチ・ウルスとフレグの仲は決定的に悪化した。
『集史』「ジョチ・ハン紀」によると、ヒジュラ暦654年（1256年-1257年）にフレグは「バラガイがフレグに対して陰謀・詭計を考え、巫術を行った」と密告があったことを理由にバラガイを捕らえ、ベルケ（バトゥの弟でこの頃のジョチ・ウルス当主）の了解を得た上で彼を「ジャサク」によって処刑し、更に「トタル、クリも相継いで身罷った」という。『集史』はフレグの末裔たるガザン・ハンによって編纂された史書であるため、フレグの行為を正当化していると考えられており、また『集史』「ジョチ・ハン紀」の記述は「フレグ・ハン紀」の記述とも細部が食い違う。一方、アルメニア側の史料では「まずクリがバグダード攻略前に死去しており、その後バラガイとトタルがジャサクによって処刑され、クリの地位を継承していたミンガンは幽閉された」と伝えており、時系列としてはこちらの方が正しいと考えられている。
アーゼルバーイジャーン地方の占拠に加え、ジョチ家の王族を立て続けに処刑したことはジョチ・ウルス全体を激怒させ、遂に右翼ウルスのノガイがフレグ討伐のためアーゼルバーイジャーン地方に派遣されることになった（ベルケ・フレグ戦争）。結局、ノガイはフレグをアーゼルバーイジャーン地方から排除することはできなかったが、アーゼルバーイジャーン地方を巡るジョチ・ウルスとフレグ・ウルスの間の対立は以後長く残った。

## 子孫
『集史』「ジョチ・ハン紀」第1部によると、クリにはコンギラト部出身のネンディケン（Nendiken）、ガダガン（Qadagan）、西アジア遠征に同行して遠征先で亡くなったコクテニ（Kökteni）という3人の有力な大カトンがいたという。
また、クリにはトゥムケン(Tümken)、トゥメン(Tümen)、ミンガン(Mingγan)、アヤチ(Ayači)、ムサルマーン(Musulman)という5人の息子がいたとされ、その内トゥメンがネンディケン・カトンから、ムサルマーンがガダガン・カトンから生まれたと記される。

## オルダ王家
- ジョチ太子(Jöči ＞朮赤/zhúchì,جوچى خان/jūchī khān)
  - 1オルダ(Orda ＞斡魯朶/wòlǔduǒ,اورده/ūrda)
    - サルタクタイ(Sartaqtai ＞سرتاقتای/sartāqtāī)
      - 4トゥルク・カーン/諸王コニチ(Qoniči ＞火你赤/huŏnǐchì,قونیچى/qūnīchī)
        - 5バヤン(Bayan ＞伯顔/bǎiyán,بایان/bāyān)
          - 7?サシ・ブカ(Sasi buqa ＞ساسی بوقا/sāsī būqā)

        - バシュクルタイ(Bašγirtay ＞باشقرتى/bāšqirtay)
        - チャガン・ブカ(Čaγan Buqa ＞چغان بوقا/chaghān būqā)
        - マトダイ(Matudai ＞ماتوداى/mātūdāy)

    - クリ(Quli ＞قولی/qūlī)
      - トゥムケン(Tümken ＞تومكان/tūmakān)
      - トゥメン(Tümen ＞تومان/tūmān)
      - ミンガン(Mingγan ＞مینكقان/mīnkqān)
      - アヤチ(Ayači ＞ایاچی/ayāchī)
      - ムサルマーン(Musulman ＞مسلمان/musalmān)

    - クルムシ/クレムサ(Qurmši ＞قورمشی/qūrmshī,Куремса)
    - 2コンクラン(Qunquran ＞قونگقیران/qūnggīrān)
    - チョルマカイ(Čurmaqai ＞چورماقای/chūrmāqāī)
    - クトクイ(Qutuqui ＞قوتوقوی/qūtūqūī)
    - フレグ(Hülegü ＞هولاگو/hūlāgū)
      - 3テムル・ブカ(Temür buqa ＞تیمور بوقا/tīmūr būqā)
        - 6クペレク(Köbeleg ＞كوبلك/kūbalak)

## 歴代オルダ・ウルス当主
1. オルダ
2. コンクラン
3. テムル・ブカ
4. コニチ
5. バヤン